# Llangynog (Carmarthenshire)
Pour les articles homonymes, voir Llangynog.
Llangynog est un village et une communauté du Carmarthenshire, au pays de Galles.
Au recensement de 2011, elle comptait 492 habitants.